# Hamdan Bin Mohammed Smart University

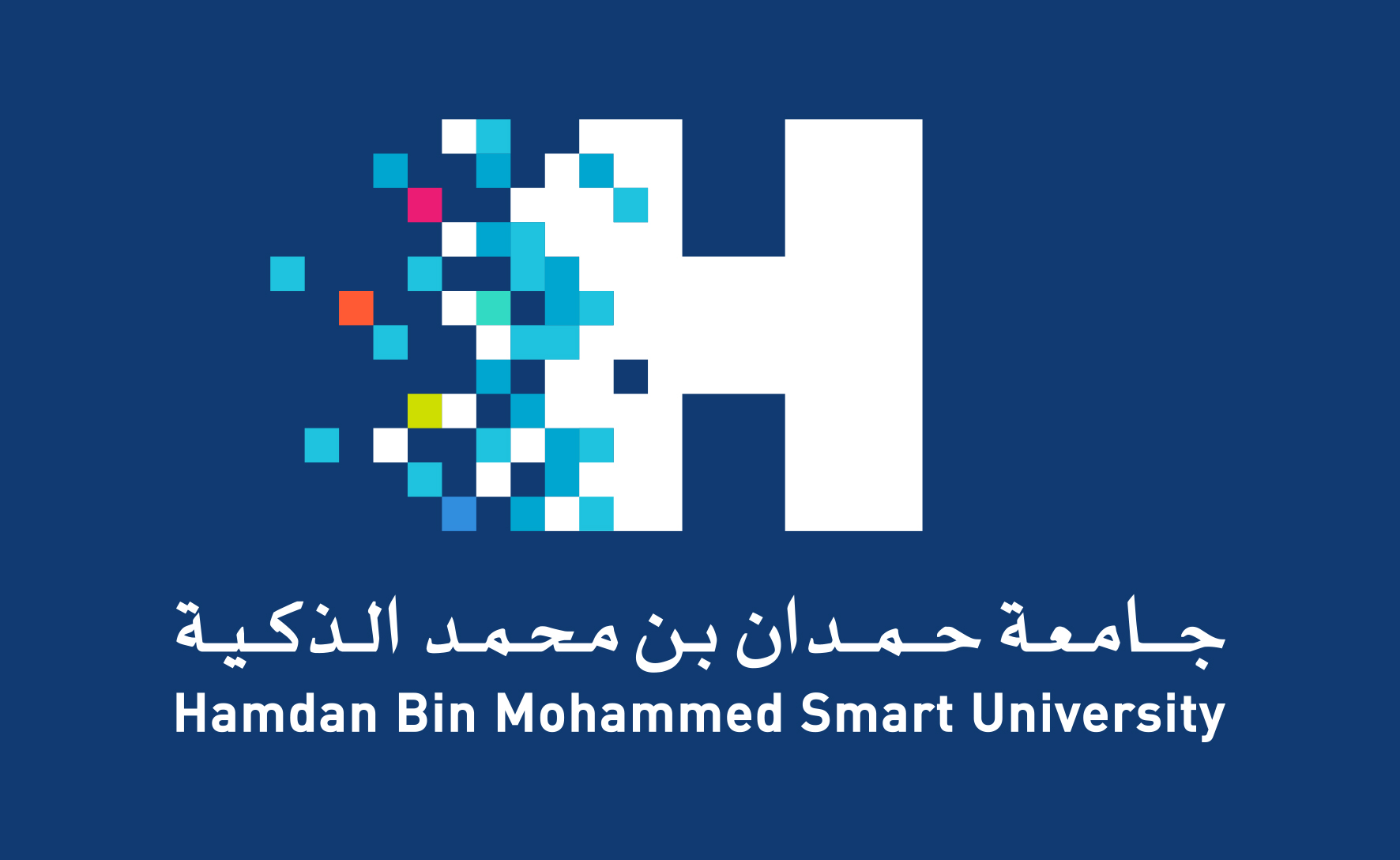
Logo der Hamdan Bin Mohammed Smart University

Die Hamdan Bin Mohammed Smart University (HBMSU), ehemals e-TQM College (electronic Total Quality Management) in Dubai ist die erste „virtuelle“ Universität und die erste „smart learning“-Institution im Mittleren Osten, die vom Ministerium für Hochschulbildung und wissenschaftliche Forschung (MOHESR) in den Vereinigten Arabischen Emiraten lizenziert und anerkannt wurde. Die Universität wurde 2002 als e-TQM College von der Polizei Dubai gegründet und 2009 in HBMeU (Hamdan Bin Mohammed e-University) umbenannt. Den Namen HBMSU erhielt sie dann 2014. Die Schule wurde nach Hamdan bin Muhammad Al Maktum benannt.

## Schulen
Die HBMSU umfasst drei Schulen, beschäftigt über 300 Mitarbeiter aus 45 verschiedenen Ländern und bietet über 21 anerkannte akademische Studiengänge und Programme an, bei denen die Studenten vor allem in den Bereichen Business, Qualitätsmanagement, Bildung, Gesundheitswesen und Umwelt unterrichtet werden. Sie bietet Studiengänge in den Sprachen Englisch und Arabisch an.

### School of e-Education
Ziel der School of e-Education sind Bildungsgänge, die einem breiten Publikum zugänglich sind. An dieser Schule werden außerdem auch Kurse zur Erwachsenenbildung angeboten.
- Aufbaustudiengänge
  - Master of Arts in Online Education Leadership and Management
  - Master of Arts in Online Curriculum and Instruction
  - Master of Science in Interactive Educational Technologies
  - PhD in e-Education (Concentration: Educational Leadership)

### School of Health & Environmental Studies
Diese Schule ist darauf spezialisiert, ihre Studenten in den Bereichen Gesundheit und Umwelt auszubilden.
- Grundständige Studiengänge
  - Diploma in Health Administration
  - Bachelor of Science in Health Administration

- Aufbaustudiengänge
  - Master of Science in Public Health
  - Master of Science in Hospital Management
  - Master of Science: Excellence in Environmental Management
  - Ph.D. in Health and Environmental Studies (Concentration: Healthcare Management)

### School of Business & Quality Management
Die School of Business & Quality Management ist ein Mitglied von AACSB International (Association to Advance Collegiate Schools of Business) und bietet Lernmöglichkeiten für Studenten, die sich auf Betriebswirtschaft, Qualitätsmanagement oder ähnliche Bereiche spezialisieren möchten.
- Grundständige Studiengänge
  - Bachelor of Business and Quality Management
  - Bachelor of Business and Human Resource Management
  - Bachelor of Business and Accounting
  - Bachelor of Business and Marketing
  - Diploma of Business and Quality Management

- Aufbaustudiengänge
  - Master of Science in Organizational Excellence
  - Master of Science in Innovation & Change Management
  - Master of Management in Entrepreneurial Leadership
  - Master of Project Management
  - Master of Human Resource Management
  - Master of Islamic Banking and Finance
  - PhD in Management (Schwerpunkt: Total Quality Management)

## Zulassungsvoraussetzungen

### Bachelor
Für den Bachelor-Studiengang an der Hochschule wird ein Abiturzeugnis oder ein technisches Hochschulzertifikat verlangt. Äquivalent dazu gilt diese Voraussetzung als erfüllt, wenn ein anderer, gleichwertiger Abschluss erlangt wurde. Zusätzlich wird ein TOEFL-Test verlangt, in dem mindestens 500 Punkte im schriftlichen Test erreicht werden müssen. Als Alternative wird ebenfalls ein IELTS-Score von 5,0 akzeptiert.

### Master
Für einen Master-Studiengang wird ein bereits abgeschlossener Bachelor gefordert. Dieser muss an einer akkreditierenden Hochschule mit einem Mindest-AGPA (Admission Grade Point Average) von 3,0 Punkten auf einer Skala bis 4,0 Punkten abgeschlossen sein. Für den Masterstudiengang wird ein TOEFL-Test mit mindestens 550 Punkten im schriftlichen Test verlangt.
Bewerber an der School of Business und Qualitätsmanagement und School of Health und Environmental Studies, die keine Management-Kenntnisse vorweisen können, müssen sich zuerst für das Management Appreciation Program (MAP) registrieren und dieses noch vor Beginn des ersten Semesters absolvieren.

### Doktor
Für den Doktor-Grad an der Hochschule ist mindestens ein abgeschlossenes Masterstudium an einer akkreditierenden Hochschule notwendig. Um den Doktor zu erlangen, wird zusätzlich ein Mindest-iBT-TOEFL-Wert von 80 benötigt, basierend auf einem Mindestnotenwert von 24. Teil der Zulassungsvoraussetzungen für den Doktor ist ein sogenanntes Eignungsinterview, das vor Antritt erfolgreich absolviert werden muss.

## Cloud Campus
Beim Cloud Campus handelt es sich um eine digitale Lernplattform, die Wissen mithilfe der Lernmethode des Mikrolernens verbreitet. Das Lernen erfolgt hierbei durch kurze, einfache Lerneinheiten, z. B. in Form von 60-90 Sekunden Videos. Dabei können die Teilnehmer auf verschiedene Medienanwendungen oder soziale Netzwerke, wie Youtube oder Facebook und eine virtuelle Bibliothek zugreifen. Bei Fragen steht den Teilnehmern ein Expertenteam zur Verfügung. Zudem bietet der Cloud Campus die Möglichkeit, Online-Lerngemeinschaften aus Mitschülern, Akademikern und Unternehmen zu bilden. Auch eine Teilnahme an verschiedenen Kursen ist möglich, nach deren Abschluss die Teilnehmer ein Zertifikat von der Universität erhalten. Die HBMSU bietet unter anderem Kurse zu folgenden Themen an: Personalentwicklung, Marketing, Islamic Banking, Kommunikation, Talententwicklung und Mitarbeiterführung.

## Business Incubation Center
Seit 2014 besitzt die Universität ein eigenes Business Incubation Center, das Familienunternehmen dabei hilft, ihre Geschäftsmodelle und Strategien zu optimieren.

## Partnerinstitute
- University of Southern Queensland
- University of St. Gallen
- Beirut Arab University
- Dauphine Universite Paris
- State University of Library Studies & Information Technologies(SULIT)
- (Italian University) Telematica Internazionale
- UNESCO Institute for Information Technologies in Education
- The Australien Human Resource Institute
- Open University of Catalonia
- Talal Abu-Ghazaleh University
- University of Houston
- University of Salford
- University of South Africa

## Mitgliedschaften
- Association of Arab Universities (AARU)
- European Distance and E-Learning Network (EDEN)
- American Society for Quality (ASQ)
- Union of Japanese Scientists and Engineers (JUSE)
- European Foundation for Quality Management (EFQM)
- European Foundation for Management Development (EFMD)
- The Open Educational Resources University (OERu)
- Asia Pacific Quality Organisation (APQO)
- International Council for Open and Distance Education (ICDE)[4]
- International Federation for Information Processing (IFIP)
- European Learning Industry Group (ELIG)
- International eLearning Association (IELA)
- International Academy for Quality (IAQ)